# USS Moale (DD-693)
USS Moale (DD-693) là một tàu khu trục lớp Allen M. Sumner được Hải quân Hoa Kỳ chế tạo trong Chiến tranh Thế giới thứ hai. Nó là chiếc tàu chiến duy nhất của Hải quân Mỹ được đặt theo tên Đại úy Hải quân Edward Moale, Jr. (1866–1903), người đã chiến đấu dũng cảm trong các cuộc Chiến tranh Tây Ban Nha-Hoa Kỳ và Chiến tranh Philippines-Hoa Kỳ. Nó đã hoạt động cho đến hết Thế Chiến II, và tiếp tục phục vụ trong Chiến tranh Triều Tiên và sau đó cho đến khi xuất biên chế năm 1973 và bị tháo dỡ. Con tàu được tặng thưởng năm Ngôi sao Chiến trận do thành tích phục vụ trong Thế Chiến II, và thêm một Ngôi sao Chiến trận khác trong Chiến tranh Triều Tiên.

## Thiết kế và chế tạo
Moale được đặt lườn tại xưởng tàu của hãng Federal Shipbuilding and Drydock Company ở Kearny, New Jersey vào ngày 5 tháng 8 năm 1943. Nó được hạ thủy vào ngày 16 tháng 1 năm 1944; được đỡ đầu bởi bà Edward S. Moale, con dâu Đại úy Moale, Jr., và nhập biên chế tại Xưởng hải quân Brooklyn vào ngày 28 tháng 2 năm 1944 dưới quyền chỉ huy của Trung tá Hải quân Walter M. Foster.

## Lịch sử hoạt động

### 1944
Sau khi hoàn tất chạy thử máy tại vùng biển Bermuda, Moale tiếp tục ở lại khu vực bờ biển Đại Tây Dương tiến hành những thử nghiệm và huấn luyện thủy thủ đoàn tàu khu trục. Nó gặp gỡ thiết giáp hạm Missouri (BB-63) và tàu tuần dương lớn Alaska (CB-1) vừa mới nhập biên chế vào ngày 21 tháng 8 năm 1944, rồi cùng Đội khu trục 120 lên đường đi Trinidad thuộc quần đảo Tây Ấn và tiếp tục hành trình băng qua kênh đào Panama để đi đến San Pedro, California. Nó trình diện để phục vụ cùng Tư lệnh Khu trục, Hạm đội Thái Bình Dương tại Trân Châu Cảng vào ngày 15 tháng 9, tiến hành các hoạt động huấn luyện cùng tàu sân bay, thực hành tác xạ ban đêm và thực tập bắn phá bờ biển cho đến ngày 23 tháng 10.
Moale sau đó lên đường hướng sang quần đảo Tây Carolines trong thành phần Hải đội Khu trục 60; và sau khi đi đến Ulithi vào ngày 5 tháng 11, nó gia nhập Lực lượng Đặc nhiệm 38, lực lượng tàu sân bay nhanh trực thuộc Đệ Tam hạm đội. Chiếc tàu khu trục khởi hành ngay ngày hôm đó để hộ tống các tàu sân bay trong hoạt động không kích xuống các mục tiêu đối phương tại Leyte, Luzon và Mindoro thuộc Philippines. Quay trở về Ulithi vào ngày 22 tháng 11, nó lại lên đường vào ngày 27 tháng 11, trình diện để phục vụ cùng Đệ Thất hạm đội.
Gia nhập Đội đặc nhiệm 77.2 tại vịnh San Pedro vào ngày 29 tháng 11, Moale hoạt động tuần tra trong vịnh Leyte, và đã tham gia Trận chiến vịnh Ormoc. Vào ngày 2 tháng 12, nó cùng các tàu khu trục Allen M. Sumner (DD-692) và Cooper (DD-695) được phái đi đánh chặn một đoàn tàu vận tải tăng viện đối phương, bị máy bay trinh sát Hoa Kỳ phát hiện, đang hướng đến Ormoc ở bờ phía Tây đảo Leyte. Ba chiếc tàu khu trục nhận ra họ lọt vào một vùng biển kín, liên tục bị máy bay đối phương tấn công, rồi phải đối đầu với hai tàu khu trục và nhiều xuồng máy đối phương, ít nhất một tàu ngầm cùng các khẩu đội pháo bờ biển. Tàu khu trục đối phương Kuwa bị đánh chìm, nhưng ngư lôi từ tàu khu trục Take đánh trúng Cooper khiến nó nhanh chóng bị đắm với tổn thất nhân mạng 13 sĩ quan và 191 thủy thủ; 168 người sống sót được các tàu bay PBY Catalina cứu vớt hai ngày sau đó. Moale chịu đựng ba người thiệt mạng và 25 người bị thương; Allen M. Sumner may mắn không có ai thiệt mạng nhưng cũng có 11 người bị thương.
Vào ngày 12 tháng 12, Moale được điều sang Đội đặc nhiệm 77.3 và đảm trách vị trí hộ tống trong cuộc tấn công lên Mindoro. Đến ngày 15 tháng 12, nó bắn hải pháo hỗ trợ trận chiến trên bộ và bảo vệ phòng không cho tàu bè tại khu vực vận chuyển trong vịnh Mangarin. Khoảng mười máy bay tấn công cảm tử Kamikaze đã tấn công các tàu đổ bộ LST; ít nhất một chiếc đã bị hỏa lực phòng không của Moale bắn rơi, nhưng hai tàu LST đã bị đâm trúng. Moale đã cặp bên mạn LST-738 để trợ giúp dập tắt các đám cháy; nhưng chiếc LTS phải bị bỏ lại và đánh đắm, và Moale đã cứu vớt 88 người sống sót từ chiếc LST, kể cả hạm trưởng. Bản thân chiếc tàu khu trục cũng bị hư hại, với tổn thất một người tử trận và 13 người khác bị thương. Nó lên đường đi vịnh Leyte vào ngày 17 tháng 12, và sau khi đến nơi vào ngày hôm sau, nó thực hiện một chuyến đi tiếp liệu nhanh đến Ulithi và quay trở về.

### 1945

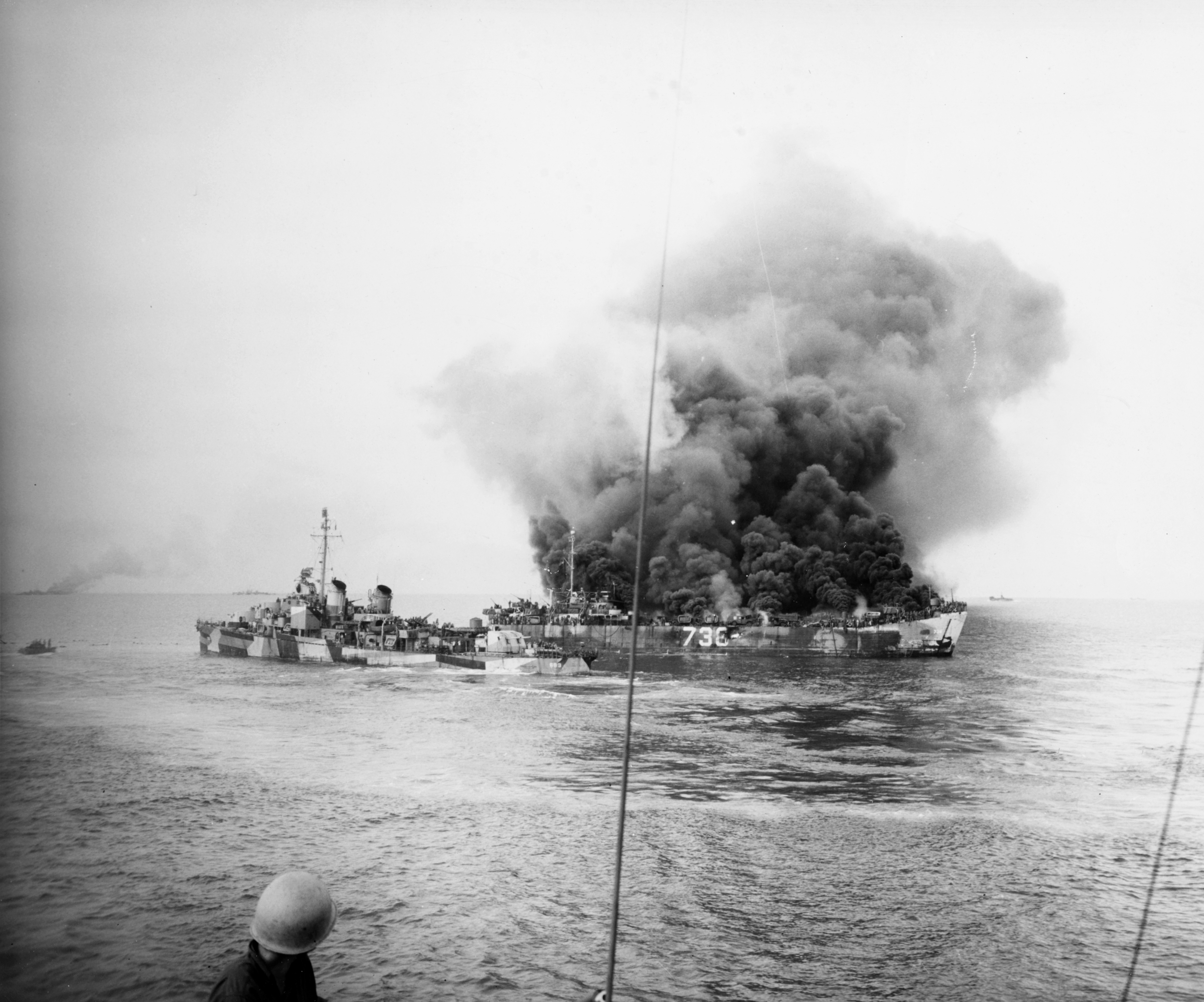
Moale bên cạnh LST-738 đang cháy sau khi bị một máy bay kamikaze đâm trúng ngoài khơi bãi đổ bộ Mindoro, 15 tháng 12, 1944. Khói phía xa bên trái có thể từ LST-472, cũng bị kamikaze tấn công.

Vào ngày 3 tháng 1, 1945, Moale lại lên đường đi đến vùng chiến sự, gia nhập Đội đặc nhiệm 77.2 thuộc lực lượng bắn phá và hỗ trợ hỏa lực thuộc Đệ Thất hạm đội dưới quyền Phó đô đốc Jesse Oldendorf. Nó đi đến ngoài khơi Luzon vào ngày 6 tháng 1, và hộ tống cho các tàu chiến chủ lực khi chúng bắn phá thành phố San Fernando, La Union cùng các điểm tập trung quân đối phương tại khu vực đổ bộ trong vịnh Lingayen. Vào ngày 9 tháng 1, nó đảm nhiệm vai trò hỗ trợ hỏa lực, luân phiên với nhiệm vụ tuần tra chống tàu ngầm và phòng không. Nó hoạt động tại khu vực Luzon cho đến ngày 22 tháng 1.
Moale sau đó quay trở lại Lyete, nơi nó gia nhập Đệ Ngũ hạm đội và tiếp tục đi đến Ulithi để tiếp tục phục vụ cùng lực lượng tàu sân bay nhanh, giờ đây được đổi tên thành Lực lượng Đặc nhiệm 58. Lực lượng khởi hành từ Ulithi vào ngày 10 tháng 2, vào các ngày 16 và 17 tháng 2 đã không kích xuống khu vực phụ cận Tokyo nhằm vô hiệu hóa không lực Nhật Bản, ngăn ngừa chúng can thiệp vào cuộc đổ bộ tiếp theo lên Iwo Jima. Hai tàu khu trục thuộc Hải đội Khu trục 60 Barton (DD-722) và Ingraham (DD-694), đã bị hư hại do tai nạn va chạm vào ngày 16 tháng 2, và sang ngày hôm sau Moale được cho tách ra để hộ tống chúng rút lui về Saipan. Trên đường đi, nó đã trợ giúp vào việc đánh chìm một tàu buôn vũ trang và một tàu tuần tra duyên hải đối phương. Được lệnh quay trở lại vào ngày 18 tháng 2, nó gia nhập Đội đặc nhiệm 58.4 vào ngày 19 tháng 2, rồi sang ngày 21 tháng 2 đã hộ tống các tàu sân bay khi chúng hỗ trợ cho binh lính Thủy quân Lục chiến chiến đấu tại Iwo Jima.
Bị hư hại nặng sàn tàu và tháp pháo số 1 trong một cơn cuồng phong, khi sóng biển cao đến 40 ft (12 m), Moale phải rời vùng biển quần đảo Volcano vào ngày 25 tháng 2, quay trở về Trân Châu Cảng để sửa chữa trong hơn ba tháng. Quay trở lại Ulithi vào ngày 3 tháng 6, nó tiếp tục đi sang vùng chiến sự ngay ngày hôm sau, đi đến Hagushi, Okinawa vào ngày 7 tháng 6, trình diện để phục vụ cùng Đội đặc nhiệm 31.5 trực thuộc Đệ Tam hạm đội. Tham gia thành phần phòng không tại khu vực, nó đảm nhiệm vai trò cột mốc radar canh phòng để cảnh báo sớm các đợt không kích của đối phương cho đến ngày 27 tháng 6. Mối nguy hiểm luôn chở chực, và con tàu thường xuyên trong trạng thái cảnh báo và báo động trực chiến, cho dù các cuộc không kích tự sát không còn ác liệt như vào tháng 4 và tháng 5. Đến ngày 28 tháng 6, nó lên đường đi Leyte để gia nhập Đội đặc nhiệm 32.12, và quay trở lại Okinawa trong vai trò bảo vệ cho các hoạt động quét mìn trong khuôn khổ Chiến dịch Juneau.
Đến cuối tháng 7, Moale lại thả neo trong vịnh San Pedro, Leyte, và vẫn đang ở tại đây khi Nhật Bản chấp nhận đầu hàng vào ngày 15 tháng 8. Năm ngày sau, nó lên đường gia nhập Đội đặc nhiệm 38.4 ngoài khơi bờ biển Nhật Bản, phục vụ như tàu trinh sát thời tiết và cột mốc vô tuyến dẫn đường hàng không. Đến ngày 27 tháng 9, nó rời vịnh Tokyo để quay trở về Hoa Kỳ, ngang qua Guam.

### 1946 – 1973
Moale hoạt động tại vùng bờ Tây Hoa Kỳ cho đến ngày 21 tháng 5, 1946, khi nó lên đường đi đến đảo san hô Bikini, và gia nhập Lực lượng Đặc nhiệm 1 để tham gia chiến dịch Crossroads, một đợt thử nghiệm bom nguyên tử tại khu vực Trung tâm Thái Bình Dương. Sau khi hoàn tất, nó quay về Xưởng hải quân Puget Sound vào ngày 22 tháng 8 để được đại tu. Hoàn tất việc sửa chữa vào tháng 1, 1947, con tàu tiếp tục hoạt động dọc theo bờ biển California cho đến tháng 3, khi nó được phái sang khu vực Tây Thái Bình Dương và hoạt động trong sáu tháng. Sau đó nó được phân về Trường Sonar Hạm đội tại căn cứ San Diego để phục vụ như một tàu huấn luyện.
Vào mùa Xuân năm 1949, Moale cùng Đội khu trục 72 được điều động sang Hạm đội Đại Tây Dương. Đi đến Norfolk, Virginia vào cuối tháng 4, nó tham gia các cuộc thực tập huấn luyện tại khu vực Tây Đại Tây Dương cho đến tháng 11, 1950, khi con tàu lên đường cho đợt phục vụ đầu tiên cùng Đệ Lục hạm đội tại Địa Trung Hải. Nhịp điệu luân phiên hoạt động giữa vùng bờ Đông và Địa Trung Hải được nó tiếp tục trong những năm tiếp theo, cho đến ngày 24 tháng 4, 1953, khi nó lên đường cho một chuyến đi vòng quanh thế giới. Nó trải qua bốn tháng hoạt động cùng lực lượng Liên Hợp Quốc ngoài khơi bờ biển bán đảo Triều Tiên; hoạt động cùng các lực lượng đặc nhiệm 77 và 95 trong tháng 6 và tháng 7 trong vai trò tuần tra giám sát thỏa thuận ngừng bắn sau cuộc Chiến tranh Triều Tiên, và kết thúc chuyến đi khi quay trở về Norfolk vào ngày 27 tháng 10.
Từ năm 1954 đến năm 1969, Moale tiếp tục đặt căn cứ tại vùng bờ Đông và hoạt động chủ yếu tại Đại Tây Dương, Bắc Hải và vùng biển Caribe, thường xuyên được phái sang Địa Trung Hải để hoạt động cùng Đệ Lục hạm đội. Nó đã làm nhiệm vụ tại khu vực Đông Địa Trung Hải vào năm 1956 khi xảy ra vụ Khủng hoảng kênh đào Suez; rồi hoạt động như một tàu thu hồi phục vụ cho Chương trình Mercury trong chuyến bay "Aurora 7" đưa phi hành gia Scott Carpenter lên quỹ đạo quanh trái đất vào ngày 24 tháng 5, 1962. Chiếc tàu khu trục cũng tham gia phong tỏa Cuba vào tháng 10 và tháng 11, 1962, trong vụ Khủng hoảng tên lửa Cuba; và đến năm 1964 đã phục vụ dự phòng cho việc di tản công dân Hoa Kỳ khỏi đảo Cyprus, vốn đang chịu bạo loạn do xung đột giữa các cộng đồng gốc Hy Lạp và gốc Thổ Nhĩ Kỳ.
Moale được điều về Hải đội Khu trục Dự bị 302 đặt căn cứ tại Xưởng hải quân Brooklyn vào năm 1969. Nó được cho xuất biên chế vào ngày 2 tháng 7, 1973.

## Phần thưởng
Moale được tặng thưởng năm Ngôi sao Chiến trận do thành tích phục vụ trong Thế Chiến II, và thêm một Ngôi sao Chiến trận khác trong Chiến tranh Triều Tiên.